# Calle El Conde
Calle El Conde è la strada più antica, nonché la principale, dell'attuale quartiere urbano della città coloniale di Santo Domingo, dichiarato patrimonio dell'umanità dall'UNESCO nel 1990. La strada attraversa il quartiere da est a ovest, partendo da Parco Colón fino alla Puerta del Conde.

## Storia
Il nome più antico di questa strada coloniale è Clavijo. Si ritiene che fosse il cognome di Jose Clavijo, un uomo che risiedeva lungo la via e che aveva insegnato in una scuola ivi presente da lui fondata. Successivamente al nome della strada venne aggiunto il nome Real, poi venne rinominata Calle El Conde.
Questa strada viene talvolta chiamata Imperial, nome che compare nei documenti risalenti all'inizio del XIX secolo, ai tempi della dominazione francese (1797-1820). Con l'indipendenza della Repubblica Dominicana nel 1844 la via venne rinominata Separación, in omaggio proprio all'indipendenza raggiunta. Questo nome fu mantenuto fino al 23 agosto 1929, quando fu sostituito da 27 de Febrero (27 febbraio, giorno dell'indipendenza).
Dopo la ripresa economica della città a seguito di un uragano, "per ordine dell'Onorevole Consiglio Municipale di Santo Domingo" nell'agosto 1934 la via venne infine rinominata Calle El Conde.

## El Conde
Il nome Calle El Conde risale al primo decennio del XVI secolo. Don Bernardino de Meneses Bracamonte y Zapata ricevette il titolo di Conte (Conde) di Peñalva, anche perché in veste di governatore della Spagna nel 1655 aveva sconfitto gli occupanti britannici capeggiati da Penn e Venables.
Secondo lo storico Jose Gabriel García, il conte di Peñalva fu anche responsabile del restauro dell'ex rocca di San Gennaro, da cui prese il nome anche la porta della rocca, situata alla fine di Calle El Conde.